# John McTiernan
John Campbell McTiernan, Jr. (Albany, Nueva York; 8 de enero de 1951) es un director de cine estadounidense, conocido por haber dirigido películas de acción como Die Hard, La caza del Octubre Rojo, El último gran héroe y Depredador, entre otras.

## Biografía
Su padre era cantante de ópera, y el propio McTiernan se inició en la actuación a la temprana edad de ocho años. Tras el instituto, estudió cine en la Julliard & New York University, para terminar convirtiéndose en diseñador y director técnico de la Manhattan School of Music. Empezó a dirigir anuncios publicitarios hasta que, finalmente, estrenó su primera película, Nómadas, en 1985. Una película que pasó absolutamente inadvertida. 
Pero dos años después, llegaría uno de sus primeros éxitos: Depredador con un Arnold Schwarzenegger como fulgurante estrella del cine de acción mundial. Un éxito que se multiplicaría el año siguiente con la dirección de Die Hard y La caza del Octubre Rojo. 
Durante los siguientes años, Mctiernan tuvo películas de diferente valor artístico y de taquilla. Destacan Los últimos días del Edén (1992) y El último gran héroe. 

### Procesado por escuchas
El 3 de abril de 2006, McTiernan fue llamado a declarar por haber mentido al FBI durante la investigación por escuchas telefónicas en el que se llamó el caso Pellicano, en honor del investigador privado Anthony Pellicano, acusado de haber interceptado para sus clientes líneas telefónicas de actores y ejecutivos de la capital del cine. Según un comunicado de la fiscalía, «McTiernan contrató y pagó a Pellicano para espiar a Charles Roven y que el detective privado habló de ello a los investigadores».
McTiernan fue encarcelado en abril de 2013 en una prisión federal en Yankton, Dakota del Sur, con una condena de 12 meses. Pero después de casi 10 meses, en febrero de 2014, McTiernan salió en libertad, cumpliendo el resto de su condena bajo arresto domiciliario. Ese mismo año, McTiernan presentó una queja ante el Departamento de Justicia, en un esfuerzo por limpiar su nombre y defender su inocencia. El abogado de McTiernan, Hank Hockeimer, manifestaría en una declaración que su cliente había sido encarcelado no sólo por un delito que no cometió, sino por un comportamiento que simplemente no es un delito.

## Filmografía
| Año  | Título original           | Título en Hispanoamérica     | Título en España                    |
| ---- | ------------------------- | ---------------------------- | ----------------------------------- |
| 1986 | Nomads                    | Nómadas                      | Nómadas                             |
| 1987 | Predator                  | Depredador                   | Depredador                          |
| 1988 | Die Hard                  | Duro de matar                | Jungla de cristal                   |
| 1990 | The Hunt for Red October  | La caza del Octubre Rojo     | La caza del Octubre Rojo            |
| 1992 | Medicine Man              | El curandero de la selva     | Los últimos días del Edén           |
| 1993 | Last Action Hero          | El último héroe en acción    | El último gran héroe                |
| 1995 | Die Hard with a Vengeance | Duro de matar 3: la venganza | La Jungla de Cristal 3: La venganza |
| 1999 | The 13th Warrior          | El guerrero número trece     | El guerrero nº13                    |
| 1999 | The Thomas Crown Affair   | El caso Thomas Crown         | El secreto de Thomas Crown          |
| 2002 | Rollerball                | Rollerball                   | Rollerball                          |
| 2003 | Basic                     | Básico y letal               | Basic                               |